# Jacques Canetti

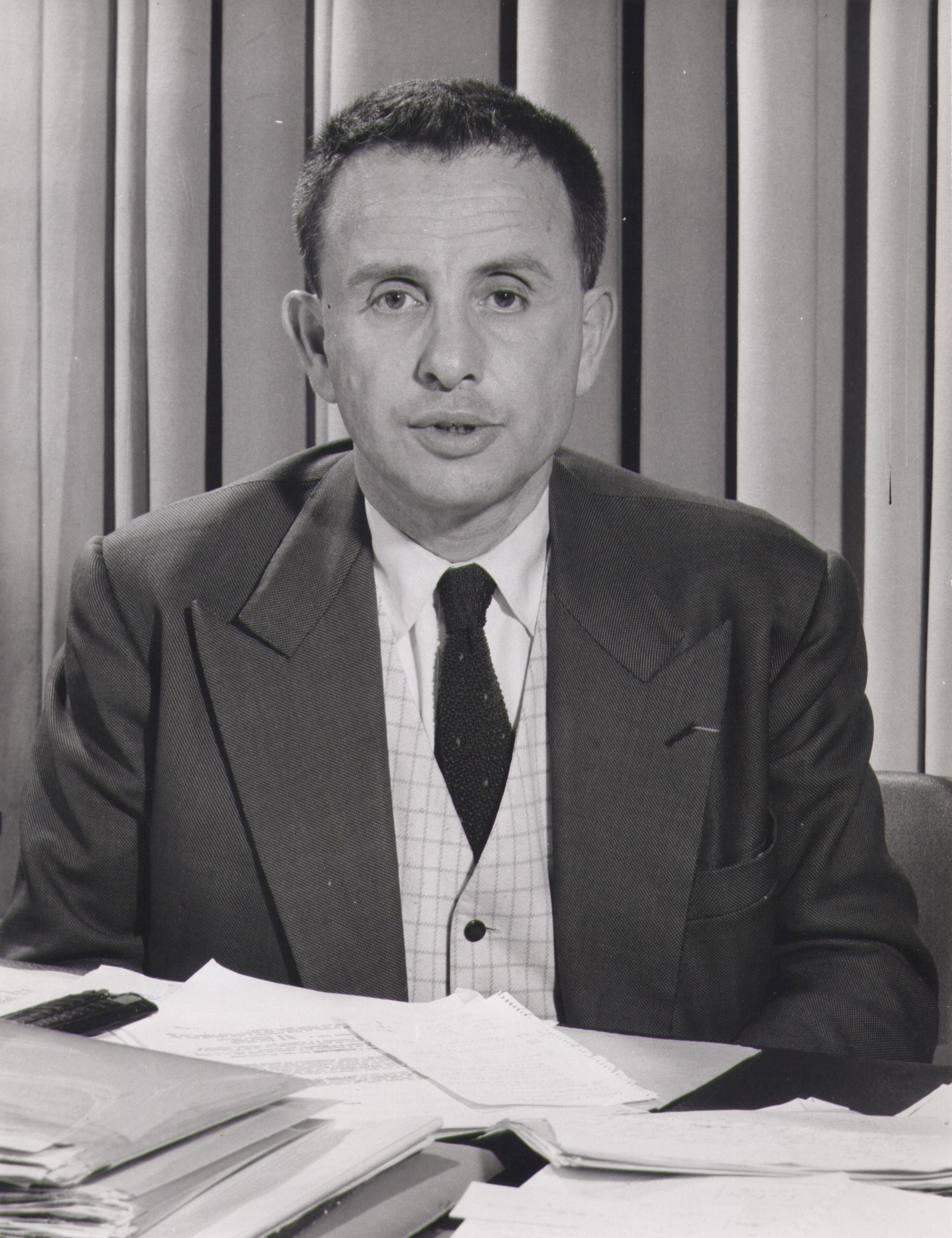
Jacques Canetti (1960)

Jacques Canetti (Roese (Bulgarije), 30 mei  1909 – Suresnes, 7 juni 1997) was een Franse theaterdirecteur en platenbaas. Hij mag worden beschouwd als de ontdekker van Georges Brassens, Jacques Brel, Guy Béart, Félix Leclerc, Francis Lemarque, Serge Gainsbourg, Henri Salvador, Boris Vian, Raymond Devos, Fernand Raynaud, Anne Sylvestre, Pierre Dac en Francis Blanche, Juliette Gréco, Catherine Sauvage, Claude Nougaro en talloze andere Franstalige artiesten.
Hij stichtte in Parijs het cabarettheater Les 3 Baudets en was tot 1962 directeur van het Philips-platenlabel Polydor. Daarna begon hij zijn eigen label: Les Productions Jacques Canetti
Jacques Canetti was de broer van de schrijver en Nobelprijswinnaar Elias Canetti.